# Gatineau Loppet
Gatineau Loppet (frühere Namen Rivière Rouge, Gatineau 55 und Keskinada Loppet) ist ein Skimarathon in Kanada, der zur Serie der Worldloppet-Läufe gehört. Die Veranstaltung wird jährlich im Februar bei Gatineau in der Provinz Québec durchgeführt. Es werden aktuell Rennen in klassischer Lauftechnik über 50 km und 27 km am Samstag sowie in freiem Stil über 50 km und 27 km am Sonntag ausgetragen.
Das Rennen wurde erstmals 1979, damals noch unter dem Namen Rivière Rouge, in Lachute in Québec veranstaltet. 1983 wurde der Austragungsort in den Gatineau-Park verlegt und erhielt den Namen Gatineau 55. Ab 1996 führte die Veranstaltung den Namen Keskinada Loppet, bis dem Rennen zum 30. Jahrestag der Name Gatineau Loppet gegeben wurde.

## Gründungsmitglied des Worldloppet-Verbands
Der Gatineau Loppet ist das kanadische Mitglied des Internationalen Skiverbands Worldloppet seit seiner Gründung im Jahr 1978. Die aktuell 20 größten und bekanntesten Volkslangläufe der Welt sind im Worldloppet-Verband zu einer Serie vereint. Langläufer, die 10 dieser Rennen (mindestens eines davon auf einem anderen Kontinent) absolviert haben, bekommen den Titel Worldloppet Master.

## Siegerlisten (Hauptlauf)

### Freie Technik
| Jahr | km                                      | Sieger                                  | Nationalität                            | Zeit (h)                                | Siegerin                                | Nationalität                            | Zeit (h)                                |
| ---- | --------------------------------------- | --------------------------------------- | --------------------------------------- | --------------------------------------- | --------------------------------------- | --------------------------------------- | --------------------------------------- |
| 2025 | 50                                      | Félix-Olivier Moreau -2-                | Kanada                                  | 2:20:59                                 | Hannah Shields                          | Kanada                                  | 2:51:32                                 |
| 2024 | 51                                      | Gérard Agnellet -2-                     | Frankreich                              | 2:31:45                                 | Coralie Bentz                           | Frankreich                              | 2:52:45                                 |
| 2023 | 50                                      | Gérard Agnellet                         | Frankreich                              | 2:12:58                                 | Céline Chopard Lallier                  | Frankreich                              | 2:26:41                                 |
| 2022 | 50                                      | Francis Izquierdo-Bernier               | Kanada                                  | 2:09:14                                 | Zoe Williams                            | Kanada                                  | 2:30:32                                 |
| 2021 | wegen der COVID-19-Pandemie ausgefallen | wegen der COVID-19-Pandemie ausgefallen | wegen der COVID-19-Pandemie ausgefallen | wegen der COVID-19-Pandemie ausgefallen | wegen der COVID-19-Pandemie ausgefallen | wegen der COVID-19-Pandemie ausgefallen | wegen der COVID-19-Pandemie ausgefallen |
| 2020 | 50                                      | Robin Duvillard                         | Frankreich                              | 2:10:01                                 | Olivia Bouffard-Nesbitt                 | Kanada                                  | 2:31:45                                 |
| 2019 | 51                                      | Andy Shields -2-                        | Kanada                                  | 2:17:21                                 | Elizabeth Izzo -2-                      | Vereinigte Staaten                      | 2:45:51                                 |
| 2018 | 51                                      | Petter Soleng Skinstad                  | Norwegen                                | 2:13:57                                 | Zina Kocher                             | Vereinigte Staaten                      | 2:19:04                                 |
| 2017 | 51                                      | Andy Shields                            | Kanada                                  | 2:23:31                                 | Elizabeth Izzo                          | Vereinigte Staaten                      | 2:51:13                                 |
| 2016 | 51                                      | Tao Quemere                             | Frankreich                              | 2:25:51                                 | Ariane Carrier                          | Kanada                                  | 2:53:29                                 |
| 2015 | 42                                      | Ian Murray -2-                          | Kanada                                  | 2:17:33                                 | Véronique Fortin                        | Kanada                                  | 2:40:47                                 |
| 2014 | 51                                      | Marc-André Bédard                       | Kanada                                  | 2:22:27                                 | Claude Godbout                          | Kanada                                  | 2:51:02                                 |
| 2013 | 51                                      | Ian Murray                              | Kanada                                  | 2:30:12                                 | Robyn Anderson                          | Vereinigte Staaten                      | 2:47:28                                 |
| 2012 | 51                                      | Adam Swank                              | Vereinigte Staaten                      | 2:06:52                                 | Amanda Ammar                            | Kanada                                  | 2:24:55                                 |
| 2011 | 51                                      | Aidan Lennie                            | Kanada                                  | 2:07:53                                 | Kamila Borutova                         | Tschechien                              | 2:25:05                                 |
| 2010 | 49                                      | Robin McKeever -2-                      | Kanada                                  | 2:16:03                                 | Megan McTavish                          | Kanada                                  | 2:41:56                                 |
| 2009 | 53                                      | Thomas Freimuth                         | Deutschland                             | 2:06:53                                 | Sheila Kealey                           | Kanada                                  | 2:23:37                                 |
| 2008 | 53                                      | Ivan Babikov                            | Kanada                                  | 2:21:49                                 | Milaine Thériault                       | Kanada                                  | 2:41:21                                 |
| 2007 | 53                                      | Stephen Hart                            | Kanada                                  | 2:28:35                                 | Brooke Gosling                          | Kanada                                  | 2:48:09                                 |
| 2006 | 53                                      | David Zylberberg                        | Kanada                                  | 2:13:19                                 | Dasha Gaiazova                          | Kanada                                  | 2:29:17                                 |
| 2005 | 50                                      | Stanislav Řezáč -2-                     | Tschechien                              | 2:13:17                                 | Muriel Marin                            | Frankreich                              | 2:39:59                                 |

Quellen: 

### Klassische Technik
| Jahr | km                                      | Sieger                                  | Nationalität                            | Zeit (h)                                | Siegerin                                | Nationalität                            | Zeit (h)                                |
| ---- | --------------------------------------- | --------------------------------------- | --------------------------------------- | --------------------------------------- | --------------------------------------- | --------------------------------------- | --------------------------------------- |
| 2025 | 50                                      | Alexandre Bourque                       | Kanada                                  | 2:40:56                                 | Stella Duncan                           | Kanada                                  | 3:07:36                                 |
| 2024 | 51                                      | Ricardo Izquierdo-Bernier               | Kanada                                  | 2:27:41                                 | Cendrine Browne                         | Kanada                                  | 2:56:17                                 |
| 2023 | 50                                      | Dominique Moncion-Groulx                | Kanada                                  | 2:35:12                                 | Sophie Carrier-Laforte                  | Kanada                                  | 3:02:51                                 |
| 2022 | 50                                      | Scott Hill -2-                          | Kanada                                  | 2:34:59                                 | Tove Halvorsen                          | Kanada                                  | 3:06:23                                 |
| 2021 | wegen der COVID-19-Pandemie ausgefallen | wegen der COVID-19-Pandemie ausgefallen | wegen der COVID-19-Pandemie ausgefallen | wegen der COVID-19-Pandemie ausgefallen | wegen der COVID-19-Pandemie ausgefallen | wegen der COVID-19-Pandemie ausgefallen | wegen der COVID-19-Pandemie ausgefallen |
| 2020 | 50                                      | Fabián Štoček                           | Tschechien                              | 2:37:48                                 | Sara Graves                             | Vereinigte Staaten                      | 3:11:09                                 |
| 2019 | 51                                      | Andy Shields -2-                        | Kanada                                  | 2:35:58                                 | Megan McTavish -2-                      | Kanada                                  | 3:16:57                                 |
| 2018 | 51                                      | Petter Soleng Skinstad                  | Norwegen                                | 2:26:58                                 | Kamila Borutova                         | Kanada                                  | 2:54:01                                 |
| 2017 | 51                                      | Andy Shields                            | Kanada                                  | 2:29:07                                 | Jennifer Jackson                        | Kanada                                  | 3:04:35                                 |
| 2016 | 51                                      | Scott Hill                              | Kanada                                  | 2:27:34                                 | Brandy Stewart                          | Vereinigte Staaten                      | 3:04:02                                 |
| 2015 | 51                                      | Ian Murray                              | Kanada                                  | 3:29:58                                 | Hongxue Li                              | China Volksrepublik                     | 3:39:45                                 |
| 2014 | 51                                      | Colin Abbott                            | Kanada                                  | 2:35:14                                 | Marlis Kromm                            | Kanada                                  | 3:03:02                                 |
| 2013 | 55                                      | Benoît Chauvet                          | Frankreich                              | 2:41:53                                 | Megan McTavish                          | Kanada                                  | 3:15:19                                 |
| 2012 | 51                                      | Jon Arne Enevoldson                     | Norwegen                                | 2:37:45                                 | Tatiana Larionova                       | Russland                                | 3:21:23                                 |
| 2011 | 53                                      | Juergen Uhl                             | Vereinigte Staaten                      | 2:30:27                                 | Stephanie Howe                          | Kanada                                  | 2:56:45                                 |
| 2010 | 49                                      | Phil Shaw -3-                           | Kanada                                  | 2:50:54                                 | Sheila Kealey                           | Kanada                                  | 3:03:56                                 |
| 2009 | 53                                      | Geir Strandbakke                        | Norwegen                                | 2:25:28                                 | Taylor Leach                            | Vereinigte Staaten                      | 2:59:13                                 |
| 2008 | 53                                      | Yuri Kozlov                             | Russland                                | 2:43:07                                 | Louise Martineau                        | Kanada                                  | 3:29:24                                 |
| 2007 | 53                                      | Phil Shaw -2-                           | Kanada                                  | 2:53:59                                 | Marg Fedyna                             | Kanada                                  | 3:31:43                                 |
| 2006 | 51                                      | Phil Shaw                               | Kanada                                  | 2:30:47                                 | Marcia Birkigt                          | Kanada                                  | 3:02:50                                 |
| 2005 | 50                                      | Stanislav Řezáč -2-                     | Tschechien                              | 2:36:35                                 | Kathy Davies                            | Kanada                                  | 3:22:59                                 |

Quelle: 